# سوفیا ریس
اورسولا سوفیا ریس پینیرو (به اسپانیایی: Úrsula Sofía Reyes Piñeyro) (زادهٔ ۲۵ سپتامبر ۱۹۹۵) که با نام سوفیا ریس (به اسپانیایی: Sofía Reyes) شناخته می‌شود، خواننده، ترانه‌سرا، بازیگر اهل مکزیک است.

## زندگی
ریس در شهر مونتری در شمال مکزیک، نووو لئون به دنیا آمد و از ده سالگی شروع به خواندن و نواختن پیانو کرد. او دو سال بعد شروع به آپلود ویدیوهایی از خود در حال کاور کردن آهنگ‌ها در یوتیوب کرد. ویدیوهای او توانست علاقه بسیاری را جلب کند.

## حرفه
پرنس رویس خواننده آمریکایی لاتین با ریس در سن ۱۲ سالگی با لیبل موسیقی تازه تأسیس خود D'León Records قرارداد امضا کرد. ریس اولین تک آهنگ خود را "Now Forever" با حضور رپر آمریکایی Khleo Thomas در سال ۲۰۱۳ راه اندازی کرد.

## دیسکوگرافی
- بلندتر! (2017)
- عشق بیمار (2022)